# هشت كتاب
هشت كتاب (بالفارسية: هشت کتاب، ويعني: ثمانية كتب) هو كتاب لسيبهري وهو عبارة عن تجميع لكتبه الشعرية الثمانية السابقة. في هذا الكتاب الذي نشر عام 1976، يرثي سيبهري فقدان المعتقدات الفارسية المحافظة فيما يتعلق باللياقة والارتباط الأعمق بين الناس. علاوة على ذلك، هناك خطوط من الطبيعية ووصف الطبيعة في شعر سبهري وهذا ملحوظ في معظم قصائد كتبه.
نشر سبهري ديوانه الشعري الأول عام 1951 بعنوان "موت اللون". في هذا الديوان، تأثر سبهري بنيما وأسلوبه الشعري. تتمحور قصائده حول قضايا مثل العبث، وانتظار أيام أفضل، والمعضلة الداخلية للشاعر، والوحدة. كما أن ما يتحكم في مزاج قصائد هذا الديوان، بما في ذلك عناوين القصائد، هو الحزن والكآبة الرومانسية. بعد عامين، وتحديدًا عام 1953، نُشر ديوان سبهري الثاني بعنوان "حياة الأحلام". يتمحور هذا الديوان أيضًا على المزاج المرير للكتاب السابق، ولكنه يحمل بعض علامات استقلال سبهري عن نيما. في هذا الصدد، بدأ استقلال سبهري في أسلوبه الشعري من ديوانه الثاني، واستمر في الديوانين الستة الأخرى. علاوة على ذلك، وبعد استقلاله عن أسلوب نيما الشعري، ظهرت عناصر السريالية في ديوان سبهري الثاني والكتب الستة الأخرى، نظرًا لإلمامه بالفلسفة الغربية ومدارسها الأدبية.

## المقدمة
هشت كتاب يضم الكتب الثمانية لسبهري السابقة في مجال الشعر. هذه الكتب التي ألفت بالترتيب تشمل "موت اللون"، و"حياة الأحلام"، و"حطام الشمس"، و"شرق الحزن"، و"صوت قدم الماء"، و"المسافر"، و"المجلد الأخضر" و"ليس لدينا نظرة". كُتبَت جميعها بين ثلاثينيات ومنتصف خمسينيات القرن العشرين، ونشرت العديد من هذه القصائد في مطبوعات ومجلات مختلفة قبل أن تُقدم في مكان واحد في هشت كتاب. إن إدراجها في سلسلة هشت كتاب ("الكتب الثمانية") يظهر تطور شعر "سهراب سبهري" واتجاهه الفكري على مر السنين. كان آخر ديوان شعر له "ليس لدينا نظرة" والذي نشر مع كتب أخرى في هشت كتاب قد كُتب قبل سنوات قليلة من وفاته؛ وبالتالي فإن عقله المليء بالذوق والموهبة مع مئات القصائد التي استطاع أن ينظمها فيما بعد، سرعان ما انطفأ، وظل كنز قصائده المختلفة والمخالفة للتقاليد في معبد الأدب الإيراني. كان "سهراب" فنانًا ومُحبًّا للفن، ويظهر هذا الاهتمام بوضوح من خلال الفلسفة الممزوجة بأشعاره في "الكتب الثمانية". كما أننا نرى في شعره رؤية عالمية أوسع وأكثر موضوعية بفضل سفره ومعرفته بثقافات وأديان مختلف أنحاء العالم. ومن الجدير بالذكر أن هذه النسخة من الكتب الثمانية تحتوي على صور، كلها من أعمال "سهراب سبهري".